# Borgtinderne
Borgtinderne, que significa 'Pináculos del castillo' en el idioma danés, es una cadena montañosa en la Tierra del Rey Christian IX, al este de Groenlandia. Administrativamente, esta cordillera es parte del municipio de Sermersooq.

## Geografía
El Borgtinderne constituye un extenso nunatak rodeado de elevadas montañas. Está situado al este de la cordillera Ejnar Mikkelsen, delimitado por el glaciar Borggraven en su flanco oriental y el glaciar Kronborg en su flanco occidental. La parte sur de esta cordillera se extiende hasta la costa. La región de Borgtinderne se caracteriza por su deshabitación.

### Montañas
El punto más alto es Borgetinde, una montaña que tiene una amplia reputación entre los alpinistas y que es el punto más oriental de 3000 m (3280,8 yd) cumbre de Groenlandia y la Gran América del Norte.
- Borgetinde (3.265 m); pico más alto en 68°51′9″N 28°14′15″O / 68.85250, -28.23750[4]
- Pico alto más al norte (3.197 m) en 68°55′12″N 28°14′21″O / 68.92000, -28.23917[4]
- Pico suroeste del más alto (2.909 m) en 68°49′45″N 28°20′39″O / 68.82917, -28.34417[4]
- Pico del extremo norte (2.389 m) en 68°57′45″N 28°14′30″O / 68.96250, -28.24167[4]

## Clima
En la región predomina el clima de tundra. La temperatura media anual en la zona de la cordillera es de −12 °C. El mes más cálido es julio, cuando la temperatura media alcanza los 0 °C, y el más frío es febrero, cuando la temperatura desciende hasta los −21 °C.